# Andreas Peter Madsen
Andreas Peter Madsen, född den 22 december 1822 i Köpenhamn, död den 25 september 1911, var en dansk målare och arkeolog, far till konsthistorikern Karl Madsen.
Madsen kom i målarlära och gick samtidigt på konstakademien. Han blev djurmålare, utställde 1847 en rad bilder av husdjur i det fria, utförde sedan väggmålningar i Landbohøjskolens föreläsningssal och i Zoologiska museet. Madsen ingick som frivillig i armén vid krigets utbrott 1848, blev officer och tog i slutet av 1864 avsked som kapten. 
Han utgav planschverket Afbildninger af danske Oldsager og Mindesmærker (1868-70), Undersøgelse af Kjøkkenmøddingen ved Mejlgaard (1888) och Jydske Gravpladser fra den førromerske Jernalder (1894), de bägge senare i "Aarbøger for nordisk Oldkundskab og Historie".

## Utmärkelser
- Riddare av Dannebrogorden,  1850[10]
- Dannebrogsmännens hederstecken,  1892[10]

[Redigera Wikidata]